# 罗克斯·米施
羅克斯·米施（德語：Rochus Misch，1917年7月29日—2013年9月5日）是第二次世界大戰中黨衛軍的一位军官，曾在阿道夫·希特勒警衛旗隊第1裝甲師（LSSAH）的担任上尉。
他在大战爆发第一個月的波蘭戰役中受重傷。康復後，没有再参与前线的战斗。從1940年到1945年4月，他在元首護卫司令部（Führerbegleitkommando；FBK）服役，擔任德國元首阿道夫·希特勒的保鏢、信使和電話接線員。
截至2009年，他是希特勒核心圈子中最后一位幸存的见证人。在电影《地堡》（1981）中，他由迈克尔·基钦（Michael Kitchen）扮演，的《帝国的毁灭》（2004）中由海因里希·施密德，在《最后的战斗》（2005）中由弗洛里安·卢卡斯（Florian Lukas）中扮演。米施於2013年9月去世，被媒體報道，因成為元首地堡的最後一位倖存者而知名。